# Haematopota bowdeni
Haematopota bowdeni är en tvåvingeart som beskrevs av H. Oldroyd 1952. Haematopota bowdeni ingår i släktet Haematopota och familjen bromsar.
Artens utbredningsområde är Liberia. Inga underarter finns listade i Catalogue of Life.